# Sana (TWICE)
湊崎紗夏（日语：／ Minatozaki Sana，1996年12月29日—），藝名Sana，是韓國女子團體TWICE及其分隊MISAMO的成員和歌手，在隊內擔任副唱。

## 生涯

### 出道前
2009年至2012年期間曾入讀EXPG大阪校。
2012年4月13日，與同是關西人的Momo跟JYP簽約成旗下練習生。Sana以翻跳少女時代 - 《Mr. Taxi》而面試成功。
2013年12月，JYP娛樂曾計劃於2014年推出女子組合6MIX，並預計最快會在4月面試。但由於有部分成員離開公司，出道計劃被迫重整，並且未能於2014年內推出，當時預計成為領舞和副唱。
2015年參與JYP娛樂與Mnet合作的生存實境節目《SIXTEEN》，第二位公開真面目與預告的成員。
國小時學習過書法，曾在《我的小電視》及《Weekly Idol》中表演過。

### TWICE活動

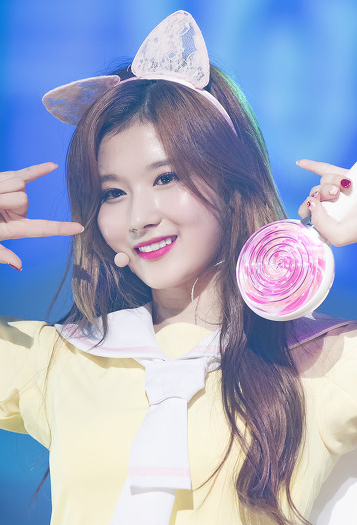
2017年6月17日，Sana在首爾的Twiceland Encore演唱會

2015年10月20日推出首張迷你專輯《THE STORY BEGINS》，並舉辦出道Showcase「OOH-AHH, TWICE」正式出道，同日發表主打歌〈Like OOH-AHH〉的MV。
〈Cheer Up〉中Sana負責演唱的其中一句歌詞「shy shy shy」，因發音习惯唱成「sha sha sha」（샤샤샤），意外引發話題，G-Dragon、太妍、張賢勝、伯賢、GOT7等也曾在Fan Meeting、演唱會、綜藝節目、社交網站等場合演唱或使用「샤샤샤」。
2021年2月11日，出演日本歌手可苦可樂第31張單曲畢業特別版mv。2月23日，在twice的日本官方频道翻唱此曲。
2021年4月9日推出首本個人寫真書《Yes, I am Sana》。
2022年4月26日在結束《TWICE 4TH WORLD TOUR ′III′ IN JAPAN》的東京巨蛋巡演後，返回韓國，於隔離期間確診新冠病毒 。
2023年5月29日，IG帳號達到1000萬追蹤，是TWICE第四位達到千萬追蹤的成員
2023年7月26日，與Momo和Mina組成小分隊在日本出道。

## 爭議事件
2019年4月30日，Sana在TWICE官方Instagram上發佈貼文寫道：「告別自己出生的時代－日本平成時代的落幕，及迎接令和時代的到來。」韓國網友認為Sana在韓國發展，在團體的官方帳號發佈日本時事的貼文很不恰當，所屬經紀公司JYP娛樂也未刪除貼文。在韓國的光復節時，TWICE也未在官方社群上有任何表示，有網友質疑JYP娛樂沒有教藝人韓國歷史。基於韓國與日本在歷史上的不友好，部分激進網友表示希望TWICE消失，不過也有網友認為Sana只是在感嘆一個時代的結束，並無不妥。另有新聞報導指出Sana崇尚日本天皇主義，報導的記者已承認加油添醋，並向公眾道歉。而後，在2021年爆發奴隸房事件，此事件亦被指出為奴隸房所主導，其刻意操縱輿論，最終才引發這起爭議發生。

## 創作作品
韓國音樂著作權協會登記編號為10021899
| 發佈日期       | 歌曲名稱            | 收錄專輯       | 性質     |
| 2018年7月9日   | Shot thru the heart | Summer Nights  | 合作作词 |
| 2019年4月22日  | TURN IT UP          | FANCY YOU      | 作词     |
| 2019年9月23日  | 21:29               | Feel Special   | 合作作词 |
| 2020年10月26日 | DO WHAT WE LIKE     | Eyes wide open | 作词     |
| 2021年6月11日  | Conversation        | Taste of Love  | 作词     |
| 2022年7月27日  | Celebrate           | Celebrate      | 合作作词 |
| 2023年7月26日  | Rewind you          | Masterpiece    | 合作作词 |
| 2024年11月6日  | Mirage              | HAUTE COUTURE  | 合作作词 |

## 音樂作品

### 參與音樂錄影帶
| 年份   | MV             | 歌手                                            | 合作藝人                                 |
| 2014年 | A              | GOT7                                            | Sana                                     |
| 2014年 | FEEL（日文版） | 俊昊                                            | Momo、Mina                               |
| 2016年 | Fire           | 朴軫永、柯南·奧布萊恩、史蒂文·連、朴智敏（15&） | 娜璉、定延、Momo、志效、Mina、彩瑛、子瑜 |
| 2017年 | Instant love   | 俊昊                                            | Sana                                     |
| 2021年 | 畢業           | 可苦可乐                                        | Sana                                     |

### 其他歌曲
| 形式     | 發佈日期       | 專輯名稱          | 歌曲名稱      | 合作藝人                                    |
| 合作單曲 | 2020年11月28日 | All Out           | I'LL SHOW YOU | 娜琏、志效、彩瑛、Bekuh Boom 、Annika Wells |
| 合作單曲 | 2021年3月18日  | 不適用            | 畢業          | 可苦可乐                                    |
| 个人翻唱 | 2021年2月23日  | 不適用            | 畢業          | 不適用                                      |
| 个人單曲 | 2024年11月6日  | 《HAUTE COUTURE》 | Mirage        | 不適用                                      |

## 影視作品
僅列出Sana的個人影視作品，團體影視作品請參考TWICE媒體作品列表條目。

### 電視節目
| 年份   | 電視台 | 節目名稱    | 角色 | 備註   |
| 2015年 | Mnet   | 《SIXTEEN》 | 選手 | [ 15 ] |

### 主持
| 日期                        | 電視台                 | 節目名稱                 | 團員共同演出 | 備註   |
| 2016年5月14日               | MBC                    | Show! 音樂中心           | 不適用       | [ 16 ] |
| 2016年9月15日               | MBC                    | 《偶像明星運動會》       | 不適用       | [ 17 ] |
| 2017年12月29日              | KBS                    | 《KBS歌謠大祝祭》        | 不適用       | [ 18 ] |
| 2018年4月26日               | Mnet                   | 《M Countdown》          | 不適用       | [ 19 ] |
| 2018年11月8日               | Mnet                   | 《M Countdown》          | 娜璉、彩瑛   |        |
| 2019年1月7日                | MBC                    | 《偶像明星運動會》       | 不適用       | [ 20 ] |
| 2020年6月19日               | 日本 Hulu              | 《Nizi Project》最終舞台 | 不適用       | MC     |
| 2024年3月28日～2024年6月6日 | YouTube（일일칠 頻道） | 《Sana的冰箱訪談》       |              | MC     |
| 2025年3月13日～             | YouTube（일일칠 頻道） | 《Sana的冰箱訪談》       |              | MC     |

## 獎項

### TC Candler 百大美顏評選
| 年度 | 名次 | 備註           |
| 2017 | 21   |                |
| 2018 | 46   |                |
| 2019 | 48   |                |
| 2020 | 29   |                |
| 2021 | 24   |                |
| 2022 | 17   |                |
| 2023 | 3    | 首次進入前三名 |
| 2024 | 22   |                |

## 外部連結
- Sana的Instagram帳戶